# Hôtel d'Aligre (Paris)
Pour les articles homonymes, voir Hôtel d'Aligre.
L’hôtel d'Aligre (ou d'Imbercourt, ou de Beauharnais) est un hôtel particulier situé à Paris en France.

## Localisation
Il est situé au 15, rue de l'Université dans le 7e arrondissement de Paris.

## Histoire
Il est construit en 1681, par le maître maçon Tape, pour le compte de Jacques Laugeois d'Imbercourt, un riche fermier général issu d'une famille de marchands parisiens, qui avait racheté le terrain à la famille d'Aligre. Il est possible que l'hôtel construit remplace une demeure préexistente.
Le chirurgien Alfred Richet acheta cet hôtel en 1881. Son fils Charles Richet, son petit-fils Charles Richet (fils) et son arrière-petit-fils Gabriel Richet y vécurent aussi. Charles Buloz, Louis Landouzy et Edmond Lesné, tous trois mariés à des filles Richet, ont aussi habité cet hôtel.
La Revue des deux Mondes avait son siège à l'hôtel d'Aligre de 1883 à 1988.
Ce bâtiment fait l’objet d’une inscription au titre des monuments historiques depuis le 26 novembre 1996.